# Navahermosa
Navahermosa település Spanyolországban, Toledo tartományban. Navahermosa Villarejo de Montalbán, Los Navalmorales, Hontanar, Menasalbas és San Martín de Montalbán községekkel határos. Lakosainak száma 3592 fő (2024).

## Népesség
A település népessége az utóbbi években az alábbiak szerint változott:
| Lakosok száma | 4027 | 4152 | 4204 | 4338 | 4143 | 3972 | 3738 | 3609 | 3586 | 3592 |
|               | 2001 | 2004 | 2007 | 2009 | 2012 | 2014 | 2017 | 2019 | 2022 | 2024 |